# كارل فينتر
كارل فينتر (بالإنجليزية: Carl Winter)‏ هو مؤرخ الفن أسترالي، ولد في 10 يناير 1906 في ملبورن في أستراليا، وتوفي في 21 مايو 1966.